# A Tennessee Love Story
A Tennessee Love Story est un film muet américain réalisé par Joseph A. Golden et sorti en 1911.

## Fiche technique
- Réalisation : Joseph A. Golden
- Scénario : Joseph A. Golden
- Production : William Selig
- Durée : 10 minutes
- Date de sortie : États-Unis : 7 septembre 1911

## Distribution
- Winifred Greenwood
- Thomas Carrigan
- Otis Thayer
- Myrtle Stedman
- True Boardman
- Lillian Leighton
- William Duncan
- Rex De Rosselli
- Louis Fierce
- George L. Cox